# 厄克维尔 (厄尔省)
厄克维尔（法語：Heuqueville，法語發音：[økvil]）是法国厄尔省的一个市镇，位于该省东北部，属于莱桑德利区。

## 地理
厄克维尔（49°17'17"N, 1°20'21"E）面积7.77 平方千米，位于法国诺曼底大区厄尔省，该省份为法国北部内陆省份，北起滨海塞纳省，西接奧恩省和卡爾瓦多斯省，南至厄尔-卢瓦省，东临瓦兹省、瓦兹河谷省和伊夫林省。
与厄克维尔接壤的市镇（或旧市镇、城区）包括：昂夫勒维尔莱尚、昂夫勒维尔苏莱蒙、屈韦维尔、瓦特维尔附近多伯夫、弗利普、韦克桑地区乌维尔、拉罗凯特、瓦特维尔。

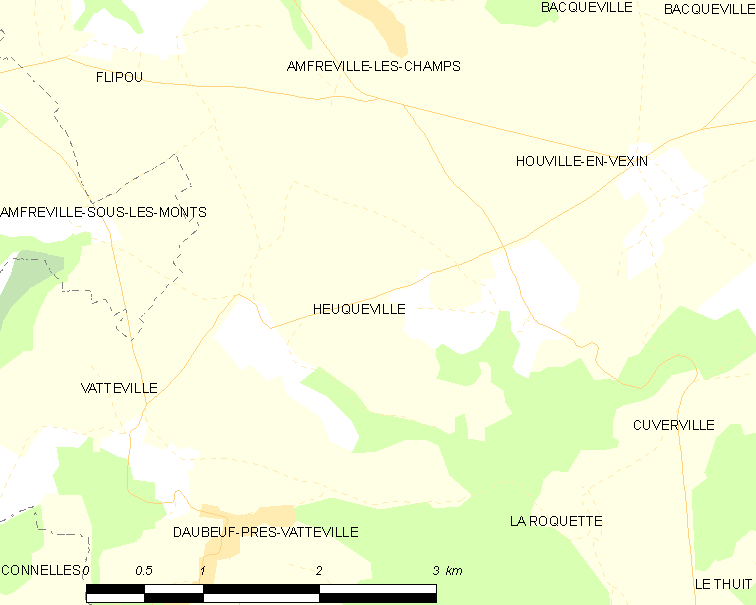
的OSM定位图

厄克维尔的时区为UTC+01:00、UTC+02:00（夏令时）。

## 行政
厄克维尔的邮政编码为27700，INSEE市镇编码为27337。

## 政治
厄克维尔所属的省级选区为莱桑德利县。

## 人口

1962-2008年间人口变化图示

厄克维尔于2022年1月1日时的人口数量为347人。